# Chorus (logiciel)
Pour les articles homonymes, voir Chorus.
Chorus est un projet interministériel lancé par l'État français en avril 2007 visant à remplacer l'application ACCORD pour le pilotage des dépenses de l'État dans le cadre de la loi organique relative aux lois de finances (LOLF).
L'application Chorus est partagée par l'ensemble des acteurs financiers de la comptabilité publique des ministères et de leurs services déconcentrés (gestionnaires, comptables, ordonnateurs, contrôleurs financiers).
Depuis le 1er janvier 2011, l'intégralité des programmes des ministères et des services déconcentrés est gérée dans Chorus. La bascule comptable s'est effectuée le 1er janvier 2012.

## Choix techniques
L'application Chorus est fondée sur le progiciel de gestion intégré SAP, qui propose des modules informatiques par domaine fonctionnel, adaptables à l'organisation.
Chorus est connectée aux autres applications des ministères telle que Médoc conformément aux principes édictés par la LOLF.

## Calendrier
Le projet, démarré en avril 2007, s'est étendu sur une durée de 4 ans. Chorus concerne près de 55 000 utilisateurs et a été déployé par vague depuis 2008 pour être généralisé en 2010 et 2011 auprès de l'ensemble des ministères et des services déconcentrés de l'État. La dernière vague est déployée depuis le 1er janvier 2011.

### Vague 1
Elle a concerné une centaine d'utilisateurs travaillant sur 4 programmes gérés par les administrations centrales des ministères de la Défense, de l'Enseignement supérieur et du Budget.  

### Vague 2
Elle a concerné environ 450 utilisateurs et 9 programmes des ministères de la Défense, l'Enseignement supérieur, du Budget, de l'Intérieur, de l'Agriculture, de l'Écologie, du Logement et de la Justice.

### Vague 3
Elle a concerné 3 800 utilisateurs sur 3 programmes du ministère de l'Éducation nationale.

### Vague 4
Première vague de déploiement sur tout le territoire français, elle a concerné 11 000 nouveaux utilisateurs et 29 programmes des ministères de la Défense, de la Justice, de l'Éducation nationale, de l'Enseignement supérieur, de l'Intérieur, de l'Agriculture, de l'Écologie et du Budget. Elle s'est déroulée du 1er décembre 2009 au 31 mars 2010.
L'intégralité des programmes du Ministère de la Défense sont désormais gérés dans Chorus.
La bascule entre ACCORD et Chorus au début de l'année 2010 a connu quelques difficultés qui ont été depuis résolues.

### Vague 5
Du 31 mai au 17 septembre 2010.
Pour le ministère de l'Intérieur, elle a concerné la formation et l'assistance des utilisateurs des SGAP.

### Vague 6
Dernière vague de déploiement, l'intégralité des programmes des ministères et des services déconcentrés est désormais gérée dans Chorus, depuis le 1er janvier 2011.

### Bascule comptable
Depuis 1er janvier 2012, la comptabilité de l'État est quant à elle intégralement tenue dans Chorus. Les comptes de l'État de 2012 ont été certifiés par la Cour des comptes en 2013.

## Acteurs
- Le projet a été piloté opérationnellement par l'Agence pour l'Informatique Financière de l'État (AIFE) et suivi par l'ensemble des ministères ainsi que la Direction du Budget, la direction générale de la modernisation de l'État (DGME, aujourd'hui direction interministérielle de la Transformation publique, DITP) et la direction générale des Finances publiques (DGFiP).
- SAP fournit le progiciel intégré.
- La réalisation de l'application Chorus a fait l'objet d'un marché public divisé en quatre lots, attribués après appels à candidatures[3] :
  - Steria et Accenture pour l'intégration des fonctions du cœur de Chorus et la tierce maintenance applicative ;
  - Logica pour l'infocentre ;
  - Sopra et sa filiale Axway pour le système d'échange de données avec certaines applications ministérielles et interministérielles ;
  - Bull pour la fourniture de l'architecture technique.
- Le déploiement de l'application Chorus a fait l'objet d'un autre marché public, dont les quatre lots ont été attribués :
  - la coordination interministérielle a été confiée à CSC, Alti et TASMANE ;
  - l'assistance opérationnelle au déploiement est prise en charge par Logica, Bearing Point et Capgemini ;
  - le raccordement technique est assuré par Sopra ;
  - la formation et l'assistance au démarrage sont confiées à Logica, Capgemini et Sopra.

- La maintenance de l'application Chorus fait l'objet d'un marché public d'une durée de 6 ans et estimé à 120 millions d'euros attribué en 2011 à Steria et Capgemini[4].

- L'exploitation de l'application Chorus est assurée par la Direction générale des Finances publiques.

## Coût et retour sur investissement
Les coûts globaux du projet Chorus, sur la période 2006-2015 avaient été estimés à 1 110 millions d'euros par l'Inspection générale des finances (IGF) en 2007. 
Un groupe de travail interdirectionnel placé sous l'égide de l'AIFE avec la direction du Budget, la DGFiP, la DGME et le Secrétariat général des ministères financiers a mené, entre juillet et décembre 2009, l'actualisation du RSI, en privilégiant l'actualisation des axes d'analyse « Rentabilité » et « Risques ». Ce premier travail a conduit à la présentation d'une première version actualisée du RSI de Chorus par l'AIFE en mars 2010. 
Depuis, chaque année lors du Rapport annuel de performance (RAP), l'AIFE actualise les coûts du projet Chorus.
En février 2015, le coût total du projet Chorus pour la sphère publique est estimé à 993 millions d'euros et le gain annuel récurrent à 427 millions d'euros. La diminution du coût global de Chorus s'explique par la baisse des coûts récurrents qui vient plus que compenser la réévaluation des coûts d'investissement.
Les coûts de fonctionnement permanent, notamment, sont bien plus faibles que prévu, puisqu'ils s'élèvent à 62 millions d'euros par an au lieu de 100 millions d'euros par an (évaluation initiale de l'IGF).

## Système d'information Chorus
Afin de compléter l'offre fonctionnelle du cœur de l'application Chorus et de répondre aux nouveaux besoins, l'AIFE a construit et déployé depuis 2010 tout un ensemble de briques qui constituent le système d'information Chorus :
- Formulaires : lancée en 2010, elle gère l'expression de besoin, la constatation du service fait et la demande d'achat ; elle est utilisée par 32 000 agents de l'État.
- Déplacements temporaires : lancée en 2012 et utilisée par environ 200 000 agents, elle est l'outil interministériel de gestion des déplacements temporaires des agents dématérialisant la gestion des états de frais et des frais de mission.
- PLACE : lancée en 2012, elle est la plate-forme des achats de l'État qui permet de dématérialiser les marchés publics, depuis le dépôt du dossier de consultation des entreprises, jusqu'à la notification ; elle est utilisée par 13 560 agents publics et 241 660 opérateurs économiques.
- Portail Pro : lancée en 2014, elle est un site web dédié aux prestataires du ministère de la Justice qui souhaitent transmettre à l'administration, pour paiement, leurs mémoires de frais de justice sous forme électronique.
- ORME : lancée en 2014, elle est l'outil de rédaction des marchés de l'État ; elle compte 2 490 utilisateurs (un utilisateur d'ORME est un utilisateur de PLACE possédant en plus les habilitations de rédaction).
- DémaTIC : lancée en 2015, elle est un nouveau dispositif à destination des professions agricoles permettant de simplifier la procédure de remboursement partiel de la Taxe intérieure de consommation sur les produits énergétiques (TIC) et de la Taxe intérieure de consommation sur le gaz naturel (TICGN).
- CAN : lancée en 2016, elle est la solution mettant en place une comptabilité analytique, outillée et intégrée au SI Chorus, au bénéfice des acteurs ministériels.
- Chorus PRO : lancée en 2016, elle est l'outil inspiré de Chorus Factures permettant la généralisation de la facturation électronique à l'ensemble de la sphère publique et de ses fournisseurs.